# Dobbeltmandat
Et dobbeltmandat indebærer, at en politiker er valgt til to folkevalgte forsamlinger på samme tid, for eksempel byråd/regionsråd (tidligere amtsråd) og Folketinget.
I Danmark tillades dobbeltmandater ikke af Enhedslisten, SF og Socialdemokraterne, mens Radikale Venstre, Liberal Alliance, Venstre, Konservative, Nye Borgerlige og Dansk Folkeparti accepterer dem og  har alle politikere der har dobbeltmandater. Dobbeltmandater gøres ofte til genstand for kritik i den offentlige debat, bl.a. fordi politikerne også oppebærer vederlag fra begge mandater, mens det undertiden betvivles at de er i stand til at varetage begge hverv ordentligt. 

## Danske politikere med dobbeltmandat
- Se Kategori:Politikere fra Danmark med dobbeltmandat

## Eksterne kilder og henvisninger
- Hver syvende folketingspolitiker på dobbeltarbejde (Webside ikke længere tilgængelig)  3. oktober 2011  ugebreveta4.dk